# Rytina (zahradnictví)
Rytinou se nazývá část půdy vykopaná rýčem. 
Pokud má být rytina dále využita, například s rytinou nějaké odrůdy trávy je zamýšlen přesun do míst, kde se tato odrůda z nějakého důvodu neujala, dbá vykonavatel této činnosti na tvar rytiny, jež de facto je nejvhodnější rytina čtvercového tvaru, kopírující rozměry čepele rýče po stranách.